# Werterhaltung
Die Werterhaltung der Produktionsmittel ist in der Theorie von Karl Marx neben der Wertübertragung eine Funktion der konkret-nützlichen Seite der Arbeit (im Gegensatz zur abstrakten Arbeit, deren Funktion die Wertbildung ist) im kapitalistischen Produktionsprozess. Indem der Arbeiter die Produktionsmittel verbraucht, erhält er ihren Wert, weil sie nur so auf das neue Produkt übertragen werden. Marx spricht hier auch etwas blumig von der "Seelenwanderung" dieses Wertbestandteils. Ohne die konkret nützliche Arbeit würde der Wert der Produktionsmittel durch moralischen Verschleiß oder einfach durch den Verschleiß durch Nichtgebrauch untergehen.